# 民主カンボジアの声
民主カンボジアの声（みんしゅ・カンボジアの・こえ）は、カンボジア向けに行われた地下放送である。

## 概要
1986年三才ブックス発行の「BCLの楽しみ方86・データブック版」によると、中国国際放送（北京放送）の送信機を使って放送されているとあり、中華人民共和国から発信されたものと見られる。1979年年初に、カンボジア救国民族統一戦線によるプノンペン占領により、中華人民共和国に亡命したとされるポル・ポト派（民主カンプチア）支持者向けのプロパガンダ放送と思われる。